# Romsø
Romsø är en obebodd ö i Danmark, som var bebodd till på 1990-talet. Ön ligger i Region Syddanmark, i den sydöstra delen av landet och arean är 1,1 kvadratkilometer.
Ön ägs av Hverringe Gods och hälften är naturskyddsområde. Det finns omkring 180 dovhjortar på Romsø med anor från medeltiden. Beståndet förnyas regelbundet genom import för att undvika inavel och omkring 70 individer skjuts av varje år. Ön kan besökas på sommaren med båt från Kerteminde.
Romsø ingår i Natura 2000 området Havet mellem Romsø og Hindsholm samt Romsø.
Öns högsta punkt är 24 meter över havet. Den sträcker sig 1,1 kilometer i nord-sydlig riktning, och 1,4 kilometer i öst-västlig riktning.